# هارناز ساندو
هارناز ساندو (مواليد 3 مارس 2000) هي عارضة أزياء هندية توجت بمسابقة ملكة جمال الكون 2021 لتصبح ثالث هندية تقوز باللقب.